# Nigel Marven na Falklandách
Nigel Marven na Falklandách (v anglickém originále Killer whale islands) je britský dokument, natočený společností Image Impact Ltd v roce 2007. Jde o asi hodinový dokument Nigela Marvena, který na Falklandách tráví zimu (na jižní polokouli je ovšem léto). Seznamuje tak diváky s různorodou faunou Falkland, včetně tučňáků, lachtanů, albatrosů či kosatek. Ve Spojeném království tento pořad vyšel na DVD v edici Nigel Marven's Collection. Obdobným způsobem byl vydán i v Česku pod názvem v sérii Nigel Marven a jeho příroda: Na Falklandy s Nigelem Marvenem.